# L.A. Zombie
Pour plus de détails, voir Fiche technique et Distribution.
L.A. Zombie est un film d'horreur germano-américain réalisé par Bruce LaBruce sorti en 2010. La version de 63 minutes est destinée aux festivals, dont le Festival de Locarno 2010 où le film est présenté en première mondiale. Cette version est également sortie en salles pour le grand public. Une version pornographique homosexuelle de 103 minutes, dite Director's Cut, sortie en DVD, ajoute des scènes explicites. 
Sortie en 2011 en France, la version diffusée en salles est interdite aux moins de 16 ans. 
Le film met en scène François Sagat, star internationale du cinéma pornographique gay.

## Synopsis
Un clochard schizophrène et mentalement perturbé (François Sagat) croit être un zombie extraterrestre envoyé sur Terre. Il erre dans les rues de Los Angeles à la recherche de cadavres, mais aussi avec l'intention d'avoir des rencontres homosexuelles après lesquelles il pourrait dévorer ses partenaires, convaincu qu'il peut les ressusciter.

## Fiche technique
- Réalisation : Bruce LaBruce
- Scénario : Bruce LaBruce
- Musique : Kevin D. Hoover
- Photographie : James Carman
- Montage : Jörn Hartmann
- Durée : 63 minutes (version cinéma)
- Société de production : Wurstfilm
- Société de distribution : Outplay (France)

## Distribution
- François Sagat : le zombie
- Matthew Rush : une victime
- Erik Rhodes : une victime
- Wolf Hudson : une victime
- Francesco D'Macho : une victime
- Adam Killian : une victime
- Tony Ward : un SDF

## Sélections et récompenses en festivals
- Berlinale 2010 (Allemagne)
- Festival international du film de Locarno 2010 (Suisse)
- Prix du Meilleur Réalisateur Étranger au Festival du film underground de Melbourne en 2010 (Australie)
- L'Étrange Festival 2010 (France)
- Festival international du film de Toronto 2010 (Canada)
- Chéries-Chéris 2010 (France)
- Festival du film gay et lesbien de Turin 2010 (Italie)
- Outfest de Los Angeles 2011 (USA)
- Rencontres In&Out 2011 (France)